# Geoffroy d’Aspremont Lynden
Geoffroy, comte d’Aspremont Lynden (* 10. Januar 1904 in Brüssel; † 24. September 1979 in Natoye) war ein belgischer Diplomat, der aus der Adelsfamilie d’Aspremont Lynden stammte.

## Leben
Geoffrey d’Aspremont Lynden machte ein Abitur mit Graecum und Latinum auf einem von Benediktinern der Maredsous Abbey geführten Gymnasium. 1927 wurde er an der Katholieke Universiteit Leuven zum Doktor der Rechtswissenschaften promoviert und Bachelor der Politikwissenschaft. 1928 heiratete er Ghislaine Michel de Pierredon. Das Paar hatte fünf Kinder.
1930 trat er in den auswärtigen Dienst und wurde in Belgrad Legationssekretär, wo er Charles de Romrée de Vichenet als Geschäftsträger vertrat. 1932 beriet er Premierminister Charles de Broqueville in Brüssel über die Verträge von Locarno. 1937 wurde er Legationssekretär in Warschau und betreute vom 1. bis 29. September 1939, während der Schlacht um Warschau, die belgische Gemeinde von Warschau. Geoffroy d’Aspremont Lynden begleitete Niels Christian Ditleff, norwegischer Gesandter, Doyen des Diplomatischen Korps von Warschau, zu Verhandlungen für die erste Feuerpause des Zweiten Weltkrieges, zur Evakuierung von etwa 1 400 Diplomaten aus Warschau.
Von 1939 bis 1945 hatte er Kontakt zur belgischen Exilregierung in London und führte die ihm übertragenen Aufgaben mit Mut und Geschick aus. Von 1944 bis 1945 war er Botschaftsrat in Paris. Von 1945 bis 1946 war er Geschäftsträger in Rom. Er war beauftragt, beim Heiligen Stuhl die Nachfolge von Adriano Nieuwenhuys durch Prince Reginaldo De Cröy zu regeln.
1947 wurde er Gesandter in Beirut, wo er auch bei der Regierung von Schukri al-Quwatli in Damaskus akkreditiert war und Exequatur als Generalkonsul für Jerusalem hatte.
Von 1953 bis 1954 leitete er die Abteilung Vereinte Nationen im Außenministerium von Paul-Henri Spaak. Von 1954 bis 1958 war er Botschafter in Neu-Delhi, und bei der Regierung von Mohammed Sahir Schah in Kabul akkreditiert. Von 1959 bis 1962 war er Botschafter in Athen.

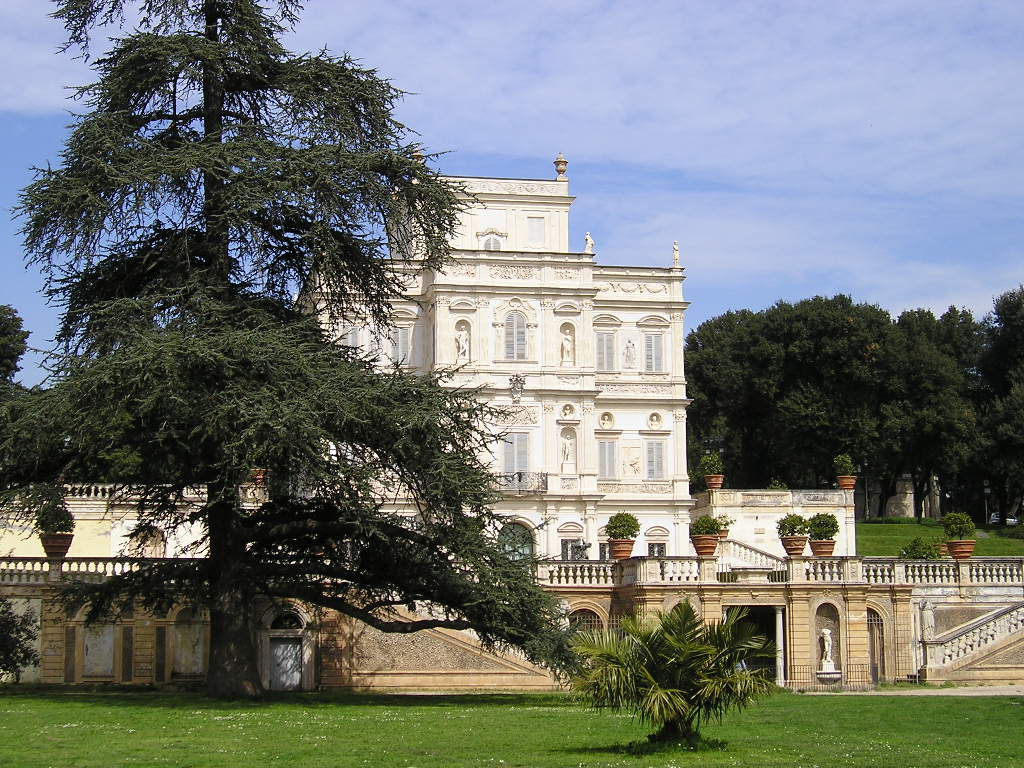
1962 war Geoffroy d'Aspremont-Lynden der letzte belgische Botschafter in Quirinal, der in der Villa Doria Pamphili residierte

Seinen Ruhestand verbrachte er mit seiner Frau Ghislaine in Brüssel und bei ihrem Bruder Géraud Michel de Pierredon der auf dem Chateau de la Roche, in Gençay wohnt und die Geschichte des Malteserordens pflegt. Nach dem Tod seiner Frau 1972, zog er mit seiner Nichte Beatrice d'Aspremont, ins Château de Mouffrin in Natoye.